# Andrzej Topczyj
Andrzej Topczyj (ur. 1962, zm. 30 listopada 2020) – polski poeta i pedagog. Był nauczycielem języka polskiego w Zespole Szkół Ogólnokształcących w Bieczu. Działał jako lokalny animator kultury. Był założycielem Klubu Inteligencji Twórczej. Ukończył filologię polską w WSP w Rzeszowie, gdzie wchodził w skład grupy literackiej Draga. Został wyróżniony w Konkursie Poetyckim im. R.M. Rilkego w 1999. Jego wiersze opublikowane zostały w antologii wspomnianej grupy Draga Ślepcy pod słońcem. Ogłosił również autorskie tomiki wierszy Wieczorny chłód (1999) i W stronę ulicy Parkowej (2009). Został także uhonorowany Nagrodą Starosty Powiatu Gorlickiego. Korespondował z Czesławem Miłoszem. Posługiwał się klasycznymi formami wersyfikacyjnymi, w tym trzynastozgłoskowcem i czterostopowym jambem. Do znanych wierszy poety należy Oda na cześć kanapy.
Fragment wiersza poety pt. Wyświetlenie stał się mottem wystawy malarstwa Ewy Słobodzian zorganizowanej przez Klub Profesora AGH w Krakowie.